# Ortografia della lingua inglese
L'ortografia inglese, nel mondo anglofono conosciuta anche come spelling, è il sistema ortografico utilizzato dalla lingua inglese. Questa, come altre ortografie alfabetiche, presenta una serie di associazioni tra suoni parlati e corrispondenti lettere scritte. In quasi tutte le altre lingue, queste relazioni sono abbastanza regolari da essere chiamate regole. Ma nella pronuncia inglese standard, molti suoni possono essere scritti in più di un modo, e molte sillabe/lettere possono essere pronunciate in più modi e spesso più di due. Questo è dovuto soprattutto alla complessa storia della lingua inglese, e all'assenza di riforme sistematiche nella scrittura, in contrasto con un certo numero di altre lingue.
In generale, l'ortografia inglese non riflette l'evoluzione dei suoni nella pronuncia del linguaggio che si sono verificate dal tardo quindicesimo secolo.

## Funzione delle lettere
Nota: in questa voce, solo una delle due più comuni pronunce delle varietà di inglese britannico ed americano è usata per le parole citate. Potrebbero esserci delle pronunce regionali per alcune parole, ma è impensabile indicare qualsiasi possibile variante regionale.

### Rappresentazione fonemica
Come nella maggior parte delle lingue alfabetiche, ogni lettera dell'alfabeto in inglese può rappresentare un determinato suono. Per esempio, la parola cat gatto/ˈkæt/ consiste di tre lettere: C, A e T, dove C rappresenta il suono k, A il suono æ, e T il suono t.
Delle sequenze di lettere potrebbero svolgere lo stesso ruolo che potrebbe ricoprire una singola lettera. Per esempio, nella parola ship nave /ˈʃɪp/, il digramma SH rappresenta il suono /ʃ/. Nella parola ditch fosso il trigramma TCH rappresenta il suono /tʃ/.
Più raramente, una singola lettera può rappresentare più suoni (digrammi). Ad esempio la lettera X normalmente rappresenta il gruppo consonantico /ks/, come in six sei, pronunciato /sɪks/.
La stessa lettera, o sequenza di lettere, può essere pronunciata in modi diversi a seconda di dove si posiziona in una parola. Per esempio, il digramma GH rappresenta il suono /f/ in fondo ad alcune parole, come rough ruvido /ˈrʌf/. All'inizio di una sillaba è invece pronunciato /ɡ/, come nella parola ghost fantasma (pronunciata /ˈɡəʊst/). Il digramma gh non è mai pronunciato /f/ a inizio di sillaba e quasi mai /ɡ/ a fine sillaba (tra le eccezioni citiamo "Pittsburgh").

### Origine delle parole
Un'altra caratteristica riguarda l'origine delle parole. Per esempio, quando rappresenta una vocale, la lettera y rappresenta il suono ɪ in alcuni prestiti dal greco (in sostituzione dell'originale ypsilon), nonostante la lettera che rappresenta questo suono nelle parole non greche sia la i. Dunque, la parola myth ˈmɪθ è di origine greca, mentre pith ˈpɪθ è una  parola germanica. Altri esempi includono il digramma ph, quando è pronunciato /f/, suono normalmente rappresentato dalla f; ed anche ch, quando è pronunciato /k/, suono normalmente rappresentato dalla c o dalla k - di solito l'uso di queste trascrizioni dei suoni si applicano alle parole inglesi prese in prestito dal greco. 
Alcuni ricercatori, come Brengelman (1970), hanno suggerito che, assieme a questo marcamento dell'origine delle parole, questo spelling indichi un livello più formale dal punto di vista dello stile e del registro in un testo, sebbene Rollings (2004) trovi questa conclusione esagerata, in quanto ci sono tante parole con quest'ortografia, ad esempio ph al posto di f (come telephone, telefono), che si possono ritrovare anche in scritti informali.

### Differenziazione delle parole omofone
Lo spelling inglese aiuta anche a distinguere tra i diversi omofoni (ossia parole che hanno la stessa pronuncia ma significati diversi, e talvolta anche diversa scrittura, come nelle parole italiane hanno/anno), sebbene nella maggior parte dei casi la distinzione venga fatta per motivi storici e non è stata introdotta di proposito, per distinguere. Per esempio, le parole heir erede ed air aria, nella maggior parte dei dialetti, sono pronunciate nello stesso modo (ˈɛər), ma sono distinte l'una dall'altra a livello ortografico, attraverso l'aggiunta della lettera H. Un altro esempio sono la coppia di omofoni plain pianura e plane aeroplano, che sono pronunciati entrambi ˈpleɪn ma hanno due scritture differenti del suono eɪ.
Nel linguaggio scritto, questo può aiutare a risolvere eventuali ambiguità che potrebbero altrimenti presentarsi (per esempio nelle frasi He's breaking the car, Sta rompendo la macchina ed He's braking the car, Sta frenando la macchina: qui, le parole breaking e braking hanno lo stesso suono). Tuttavia, esistono ancora molti omofoni non distinti dallo spelling (per esempio, la parola bay può avere anche cinque significati differenti, tra i quali abbaiare, corona di alloro, baia e colore baio).

### Indicare il cambio di suono di certi grafemi
Un'altra funzione di alcune lettere in inglese è quella di indicare la pronuncia di altre lettere presenti nella parola. Rollings (2004) per questo tipo di lettere usa il termine "markers" (traducibile con indicatori). Le lettere possono anche veicolare informazioni di tipi diversi. Per esempio, la lettera E, nella parola cottage ˈkɒtɪdʒ indica che la G precedente assume il suono dʒ, invece di g, come accade quasi sempre in fine di parola, per esempio in tag, cartellino ˈtæɡ. Molto spesso la E indica anche un'alterazione nella pronuncia della vocale precedente. Per esempio, nelle parole ban, bandire e bane, avvelenare la A di ban ha come valore fonetico æ, mentre la A di bane è accompagnata dalla E, cosicché assume come valore fonetico eɪ. In questo contesto, la E non viene pronunciata, e ci si riferisce a essa con il termine "E muta".
Una singola lettera può addirittura indicare simultaneamente più variazioni fonetiche. Ad esempio, nella parola wage, salario la E non marca soltanto il passaggio del valore fonetico della A da æ ad eɪ, ma anche la pronuncia della G come dʒ.

### Più funzioni
Una certa lettera (o lettere) può avere una doppia funzione. Per esempio, la lettera I, nella parola cinema ha innanzitutto la funzione di rappresentare il suono ɪ ed inoltre indica la pronuncia della C come s, anziché k.

### Forma sottostante
Come in molte altre scritture alfabetiche, l'inglese non rappresenta gli allofoni (cioè, piccole differenze di pronuncia non necessarie per distinguere parole differenti). Per esempio, nonostante la lettera T sia pronunciata da alcuni parlanti con un'aspirazione (tʰ) a inizio di parole, questo non viene mai indicato nella scrittura, ed infatti questo dettaglio spesso non viene notato dal parlante madrelingua medio non avvezzo alla fonetica. Comunque, a differenza di altre ortografie, l'ortografia inglese spesso rappresenta una forma sottostante delle parole.

(Chomsky & Halle 1968:54)
In questi casi, un dato morfema, cioè un componente d'una parola, ha un'ortografia precisa anche se viene pronunciato diversamente tra le varie parole. Ne è un esempio il suffisso del tempo passato, "ed", che ha tre pronunce diverse: /t/, /d/, o /ɨd/, a seconda della parola (tra gli esempi, dip /ˈdɪp/, dipped /ˈdɪpt/; boom /ˈbuːm/, boomed /ˈbuːmd/; loot /ˈluːt/, looted /ˈluːtɨd/). Quando ciò accade, tra tali diverse pronunce del nesso "ed" sono prevedibili in base ad alcune regole di fonetica, ma non è questo il motivo per cui tale ortografia è fissa. 
Un ulteriore esempio coinvolge le differenze tra le vocali (con annessi cambi di accenti) in molte parole collegate. Per esempio, la parola "photographer", fotografo, viene da photograph, con l'aggiunta del suffisso "er". Quando questo suffisso viene aggiunto, la pronuncia della vocali cambia radicalmente:
| Spelling       | Pronuncia                |
| -------------- | ------------------------ |
| photograph     | ˈfoʊtəɡræf o ˈfoʊtəɡrɑːf |
| photographer   | fəˈtɒɡrəfər              |
| photographical | ˌfoʊtəˈɡræfɨkəl          |
Tra gli altri esempi c'è il suffisso "ity", ad esempio in coppie del tipo "agile-agility", "acid-acidity", "divine-divinity", "sane-sanity".
Un'altra categoria di tali parole include sign ˈsaɪn segno e bomb ˈbɒm bomba con rispettivamente G e B mute. Tuttavia, in parole correlate come signature e bombard quelle lettere vengono pronunciate, infatti si ha ˈsɪɡnətʃər e bɒmˈbɑrd. Qui si potrebbe dimostrare che la forma sottostante di sign e bomb sia |saɪɡn| e |bɒmb|, dove |ɡ| e |b| sono effettivamente pronunciate solo quando seguite da certi suffissi, quali "-ature", "-ard". Altrimenti, quei suoni non sono effettivamente realizzati (per esempio quando le parole sono isolate o quando agganciate a suffissi differenti, come "-ing" ed "-er"). In questi casi, l'ortografia indica le consonanti sottostanti, presenti in alcune parole ma assenti in altre, comunque correlate. Altri esempi sono la T di fast ˈfɑːst e fasten ˈfɑːsən, e la H di heir ˈɛər e inherit ɪnˈhɛrɨt.
Un altro esempio sono le parole come mean ˈmiːn significare e meant ˈmɛnt significò. Qui, il nesso vocalico "ea" è pronunciato diversamente in queste due parole, che sono correlate fra loro. Un'altra volta, l'ortografia usa una sola scrittura corrispondente a un solo morfema, piuttosto che la forma fonologica effettiva.
L'ortografia inglese non sempre prevede una forma sottostante; talvolta prevede invece una forma intermedia, tra forma sottostante e pronuncia effettiva. È il caso del plurale regolare, che viene scritto sia con il suffisso "S" (come in tick,ticks-mite,mites) sia con "ES" (box,boxes). Qui la S può esser pronunciata sia s che z (a seconda del contesto: "ticks" ˈtɪks e pigs ˈpɪɡz), mentre ES solitamente è sempre ɨz (boxes ˈbɒksɨz). Dunque, ci sono due scritture differenti corrispondenti alla stessa rappresentazione sottostante /z/ del suffisso del plurale ed alle tre pronunce effettive. La scrittura indica infatti l'epentesi di /ɨ/ prima di /z/ nel nesso es, ma non fa distinzione nella scrittura "S" tra S sorda o sonora.
La rappresentazione astratta delle parole, come indicate da tale ortografia, può essere considerata vantaggiosa finché rende più evidenti ai lettori di un testo inglese le relazioni etimologiche. Questo rende lo scrivere in inglese più complesso, ma rende allo stesso tempo più efficiente la lettura. Comunque, forme sottostanti molto lontane dallo scritto sono talvolta considerate troppo astratte perché possano riflettere accuratamente la capacità di comunicazione dei parlanti nativi. I fautori di quest'idea sostengono che scritture meno lontane dalla pronuncia siano più "reali", psicologicamente, e dunque più utili in termini di pedagogia.

## Diacritici
Alcune parole inglese possono esser scritte con l'accento; quasi tutte queste sono prestiti da altre lingue, normalmente il francese. Tuttavia le parole importate, diventando sempre più "naturali" nella lingua", subiscono sempre più l'aumento di una tendenza all'omissione degli accenti, persino nella scrittura formale. Per esempio, parole come rôle ed hôtel furono inizialmente scritte con l'accento quando entrarono nella lingua inglese, ma oggi questi stessi accenti sono pressoché in disuso. Ed al tempo venivano effettivamente percepite come straniere, e taluni consideravano preferibili le alternative già presenti in lingua, ma oggi la loro origine è stata dimenticata. Le parole meno inclini a perdere l'accento sono quelle più atipiche per la morfologia inglese e comunque percepite ancora come straniere. Per esempio, café e pâté hanno entrambi una e finale non muta, che altrimenti lo sarebbe date le normali regole di pronuncia inglese. Anche se, oggigiorno, café è talvolta pronunciato "caff", mentre in pâté, l'accento è utile a distinguerlo da pate.
Altre parole di questo tipo sono: Ångström (considerato anche che il simbolo di tale unità di misura è "Å"), appliqué, attaché, blasé, bric-à-brac, Brötchen, cliché, crème, crêpe, façade, fiancé(e), flambé, naïve, naïveté, né(e), papier-mâché, passé, piñata, protégé, résumé, risqué, über-, voilà. 
Un tempo era comune nell'inglese americano l'uso di una dieresi per indicare gli iati: ad esempio, coöperate, daïs, reëlect. Le riviste The New Yorker e Technology Review ancora applicano questa regola, nonostante sia sempre più rara nell'inglese moderno. Oggigiorno le dieresi sono quasi sempre tralasciate, o piuttosto viene utilizzato un trattino  (cooperate, co-operate). È ancora comune, invece, nei prestiti del tipo naïve e Noël.
Gli accenti sono usati inoltre occasionalmente in poesia e nella scrittura di drammi, per indicare che una certa sillaba, normalmente non accentata, di una parola, debba essere accentata per avere un effetto diverso, o per mantenere la metrica giusta. Quest'uso è frequente in scritti arcaici e pseudo-arcaici con il suffisso "ed", per indicare che la "e" deve essere pronunciata, per esempio "cursèd" (normalmente pronunciato con la E muta).

## Lettere legate
In alcuni testi antichi (normalmente britannici), viene spesso usata la legatura, ottenendo lettere come æ ed œ, in parole come archæology, diarrhœa, o encyclopædia. Queste parole sono di origine latina o greca; oggiogiorno, comunque, questi grafemi nell'inglese britannico sono stati rimpiazzati da digrammi (encyclopaedia, diarrhoea) e talvolta da una semplice E come in economy, ecology,  mentre nell'inglese americano hanno quasi tutte acquistato la E semplice (encyclopedia, diarrhea; però si scrive paean, amoeba, oedipal, Caesar). In alcuni casi vengono usate entrambe le scritture; ad esempio sia la scrittura encyclopedia che quella encyclopaedia vengono correntemente usate nel Regno Unito.

## Irregolarità fonetiche
L'ortografia inglese, in confronto a molte altre lingue, è molto complessa ed irregolare. Mentre il francese, e varie altre lingue, presentano una difficoltà simile quando si codifica (scrive), l'inglese è più difficile da decodificare (leggere), essendoci molte pronunce possibili per uno stesso nesso di lettere. Per esempio, in francese, il suono [u] può esser scritto ou, ous, out, o oux (ou, nous, tout, choux), ma la pronuncia di questi nessi è sempre uguale. In inglese, il suono /uː/ può esser scritto oo o u, u-e, ui, ue, o, oe, o-e, o-b, ou, ough, o ew (food, truth, rude, fruit, blue, to, shoe, move, tomb, group, through, flew), ma tra questi 12 nessi ben 10 hanno altre pronunce possibili: flood, build, go, toe, comb, out, rough, sew (che possono essere trascritte approssimativamente come "flad", "bild", "gheu", "teu", "keum", "raf", "seu"). Nel caso della sequenza ough, persino i parlanti nativi più colti talvolta non sono in grado di pronunciare parole particolarmente poco usate che la contengono, soprattutto nomi come Gough, Hough, o Slough.
Inoltre, l'inglese non ha mai avuto organi di regolazione dell'ortografia formali, al contrario dello spagnolo con la Real Academia Española o del francese con l'Académie française. 

## Irregolarità ortografiche
I tentativi di regolarizzare o riformare la lingua, incluse vere e proprie "riforme dello spelling", sono quasi sempre falliti. L'unica eccezione significativa è la serie di riforme di Noah Webster, che ha creato molte delle attuali differenze tra scrittura britannica ed americana, come "center-centre", "dialog-dialogue" (altre differenze, invece, come la scrittura dei suffissi "ise/ize" in parole come "realize-realise", si crearono invece spontaneamente).
Oltre alle stranezze che il sistema ortografico inglese ha ereditato dal suo passato, vi sono altre trappole che lo rendono difficile da imparare. L'inglese contiene infatti (con differenze tra le diverse varietà), 24-27 diversi suoni consonantici, e 14-20 vocalici. Tuttavia, ci sono soltanto 26 lettere nell'alfabeto inglese moderno, quindi non può esserci una corrispondenza 1:1 tra lettere e suoni. Molti suoni vengono scritti con più lettere o con gruppi di lettere, ed anche in quelle parole in cui può essere indovinata la pronuncia è necessario guardare la parola nel suo complesso. Per esempio, il digramma "th" rappresenta due suoni (la fricativa dentale sonora e quella sorda, vedi Pronuncia del th inglese), e la fricativa alveolare sorda può venire scritta sia S che C.
Tuttavia, non è la quantità di lettere a rendere irregolare la scrittura inglese, ma soprattutto dall'uso di varie scritture per uno stesso suono, e l'uso dello stesso nesso per rappresentare più suoni.
L'inglese ormai tende a non anglicizzare la scrittura dei prestiti, preservando quella straniera, anche quando le convenzioni per pronunciarli vengono avvertite come "esotiche", come nel digramma polacco cz di Czech (pronunciato "Cèk") o in quello norvegese fj di fjord. Nel Middle English arcaico, fino al 1400, quasi tutti i prestiti francesi vennero riscritti secondo le regole dell'inglese (bataille>battle, bouton>button, ma non accadde con double e trouble). Talvolta, piuttosto che riscrivere i prestiti conformemente allo standard inglese, la pronuncia cambia in conseguenza della scrittura. Un esempio di tale fenomeno è ski, importato dal norvegese durante la metà del XVIII secolo, anche se non divenne comunemente usato fino al 1900. Inizialmente veniva pronunciato /ʃiː/, similmente alla pronuncia norvegese, ma la popolarità acquistata dallo sport a partire dalla metà del XX secolo favorì il rimpiazzamento con /skiː/
Ci fu inoltre un periodo in cui la scrittura di alcune parole venne alterata perché diventasse conforme alla presunta etimologia della parola stessa. Per esempio venne aggiunta la lettera B a debt (originariamente dette) per tentare di ricollegarla al latino debitum, e la lettera S in island per ricollegarla al latino insula (in queste due parole tali lettere sono mute), ma in realtà la parola discende dall'inglese antico īġland. La P di Ptarmigan allo stesso modo non ha giustificazioni etimologiche, fu inserita solo per richiamare il greco, nonostante si tratti di una parola gaelica.
La scrittura inglese continua a evolversi. Molti prestiti vengono da lingue in cui la pronuncia delle vocali corrisponde a quella dell'inglese antico, a sua volta simile a quella italiana o spagnola, e questi sono i valori associati ai grafemi [a], [e], [i], [o] e [u] nell'IPA. Ne risulta un sistema di pronuncia dei prestiti linguistici piuttosto regolare, ed in alcuni di essi è stata anche modificata la loro grafia perché si conformasse a tale sistema. Per esempio, Hindu veniva originariamente scritto Hindoo, ed il nome Maria veniva pronunciato come il nome Mariah, ma fu modificato per renderlo conforme a questo sistema.
Anche le pubblicità hanno avuto un effetto sull'ortografia inglese. È da loro che provengono scritture semplificate come "lite" al posto di "light" (luce), "thru" al posto di "through" (attraverso), "smokey" al posto di "smoky" (fumoso), e "rucsac" al posto di "rucksack" (zaino). Anche la scrittura dei nomi è stata una fonte di innovazioni: le versioni diminutive dei nomi femminili, con lo stesso suono di nomi maschili, hanno sviluppato scritture differenti: "Nikki"-"Nicky", "Toni"-"Tony", "Jo"-"Joe".
Tra gli esempi dell'idiosincratica natura della scrittura inglese, c'è la combinazione "ou", pronunciabile in almeno 4 maniere differenti: ə in famous (famoso), aʊ in loud(con forza), ʊ in should(dovrebbe), uː in you(tu); e la vocale iː, trascrivibile in almeno 9 modi: paediatric (pediatrico), me (me), seat (sedile), seem (sembrare), ceiling(soffitto), people (persone), machine (macchina), siege(assedio), phoenix(fenice). (Questo almeno nell'inglese britannico standard).
Talvolta gli inglesi cambiano una pronuncia che non ci si aspetterebbe, semplicemente per questo. Cambiamenti di tale tipo non vengono normalmente visti come "standard", ma possono diventarlo, a patto che vengano applicati sufficientemente. Ne è un esempio "miniscule", che ancora è in competizione con l'originale "minuscule", ma questo potrebbe anche accadere per analogia con mini.

### Storia
Le inconsistenze e le irregolarità nella pronuncia e scrittura inglese sono gradualmente aumentate di numero durante la storia della lingua inglese. Ci sono vari fattori che vi contribuiscono. Primo, i graduali cambiamenti nella pronuncia, come il grande spostamento vocalico, han creato un grande numero di irregolarità. Secondo, i prestiti linguistici importati recentemente da altre lingue normalmente mantengono l'ortografia originale, spesso non-fonetica in inglese. La romanizzazione di lingue come il cinese, con alfabeti derivati da quello latino ha complicato ancora di più le cose, per esempio quando si deve pronunciare un nome proprio cinese (di persona o luogo).
La scrittura regolare dell'inglese antico fu spazzata via dalla conquista normanna, e lo stesso inglese, in alcuni ambiti, fu soppiantato dal francese normanno per tre secoli, e riemergendo con una scrittura influenzata dal francese. L'inglese ha anche acquistato un gran numero di parole dal francese, che ovviamente mantennero la loro scrittura originale non essendoci né ragione né meccanismi per modificarla. L'ortografia del medio inglese, come quello degli scritti di Geoffrey Chaucer, è piuttosto irregolare, con parole scritte in più modi, talvolta addirittura nella stessa frase. Ad ogni modo, queste erano generalmente guide più affidabili per la pronuncia rispetto a quanto succede nell'inglese moderno.
Per esempio, il suono ʌ, normalmente scritto u, è scritto o in son,love,come ecc. a causa delle norme ortografiche normanne, che proibivano di scrivere "u" prima di "v","m" o "n", per la confusione grafica che ne sarebbe risultata (V, U ed N venivano scritti identici con due minimi, cioè dei segni, nella grafia normanna; la W diventava due U, mentre la M usava tre minimi, per cui MM poteva apparire come VUN, NVU, UVU ecc.). Allo stesso modo, le convenzioni ortografiche proibivano di scrivere una V finale. Per cui la scrittura identica di tre vocali differenti in love, grove e prove è dovuta all'ambiguità nel sistema ortografico del Medio Inglese, piuttosto che ai cambiamenti fonetici.
Ci fu anche una serie di cambiamenti fonetici durante la fine di questo periodo, tra cui lo stesso grande spostamento vocalico, dove la I di mine, per esempio, da vocale semplice diventò dittongo. Questi cambiamenti in larga parte non si detrassero dalle regole  dell'ortografia; ma in alcuni casi introdussero confusione, come la varie pronunce possibili di "ough". Quasi tutti questi cambiamenti avvennero prima che la stampa approdasse in Inghilterra. Tuttavia, il suo arrivo congelò il sistema allora corrente, piuttosto che favorire un riallineamento con la pronuncia. In più introdusse altre irregolarità, in parte a causa dell'uso dei compositori tipografici diventati tali all'estero, soprattutto nei Paesi Bassi. Per esempio, la H di ghost fu aggiunta per influenza dell'olandese. L'aggiunta o rimozione di E mute in fine di parola fu talvolta usato per comporre la linea di margine della mano destra più ordinatamente.
Quando i dizionari furono introdotti, a metà del XVII secolo, il sistema ortografico inglese aveva già cominciato a stabilizzarsi. Attorno al XIV secolo, la maggior parte delle parole aveva già fissato la propria scrittura, anche se ci volle un po' di tempo prima che questa potesse diffondersi in tutto il mondo anglofono. In un'opera del 1860, lo scrittore George Eliot faceva satira sull'atteggiamento verso l'ortografia della popolazione rurale:
(EN)  Mr. Tulliver did not willingly write a letter, and found the relation between spoken and written language, briefly known as spelling, one of the most puzzling things in this puzzling world. Nevertheless, like all fervid writing, the task was done in less time than usual [...] like himself, to a generation with whom spelling was a matter of private judgment.
(IT)  Il signor Tulliver non scriveva volentieri una lettera, e trovava la relazione tra lingua parlata e scritta, detta brevemente "spelling", una delle cose più sconcertanti di questo mondo sconcertante. Ciò nonostante, come ogni fervido scrittore, il compito veniva terminato in meno tempo del solito [...] come lui stesso, apparteneva a una generazione con cui lo spelling era una questione di giudizio privato.
L'ortografia inglese moderna, con le sue varianti nazionali, si diffuse con l'espansione dell'educazione pubblica più tardi, nel XIV secolo.

### "Ough" words
Uno delle più note difficoltà della scrittura inglese, il gruppo ough, è comunemente pronunciato in almeno 10 modi, 6 dei quali illustrati nel detto Though the tough cough and hiccough plough him through, citato da Robert A. Heinlein in La porta sull'estate per illustrare gli ostacoli riguardanti le trascrizioni automatiche del parlato e la lettura. Lo stesso ough è una parola, ossia un'esclamazione di disgusto, simile a ugh.
- though: əʊ;
- tough: ʌf;
- cough: ɒf;
- hiccough: ʌp;
- plough: aʊ;
- through: uː;
- nought: ɔː;
- lough: ɒx;
- borough: ə;
- hough: ɒk.

Per finire, c'è il nome Loughborough, dove il primo ough suona come in tough ed il secondo rima con thorough.

### Corrispondenze grafema-suono

#### Vocali
In un approccio generativo all'ortografia inglese, Rollings (2004) identifica venti vocali "ortografiche" principali, rintracciabili nelle sillabe accentate, racchiuse in quattro categorie: "Lax", "Tense", "Heavy", "Tense-R" (che in italiano si potrebbero tradurre come "rilassate", "tese", "pesanti" "tese ad R"). Essendo tale classificazione basata sull'ortografia, non tutte le vocali rilassate lo sono necessariamente anche dal punto di vista fonologico (si rimanda alla pagina Tensione (fonetica)).
| Lettera | Lax    | Tense     | Heavy       | Tense-R     |
| ------- | ------ | --------- | ----------- | ----------- |
| a       | æ man  | eɪ mane   | ɑ mar       | ɛ mare      |
| e       | ɛ met  | i mete    | ɜ her       | ɪ here      |
| i       | ɪ win  | aɪ wine   | ɜ fir       | aɪ fire     |
| o       | ɑ mop  | oʊ mope   | ɔ for, fore | ɔ for, fore |
| u       | ʌ hug  | /ju/ huge | ɜ cur       | j cure      |
| u       | ʊ push | u rude    | ʊ sur, sure | ʊ sur, sure |

| Lettera | Lax    | Tense    | Heavy        | Tense-R      |
| ------- | ------ | -------- | ------------ | ------------ |
| a       | æ man  | eɪ mane  | ɑː mar       | ɛ mare       |
| e       | ɛ met  | iː mete  | ɜː her       | ɪ here       |
| i       | ɪ win  | aɪ wine  | ɜː fir       | aɪ fire      |
| o       | ɒ mop  | ə mope   | ɔː for, fore | ɔː for, fore |
| u       | ʌ hug  | juː huge | ɜː cur       | j cure       |
| u       | ʊ push | uː rude  | ʊ sur, sure  | ʊ sur, sure  |

Per esempio, la A può rappresentare la rilassata æ, la tesa eɪ, la pesante ɑː, o [ɛə] prima di |r| (spesso come allofono). Le vocali pesanti e quelle tese ad R sono le rispettive controparti rilassate e tese seguite da R.
Le vocali tese sono distinte dalle rilassate con una E muta aggiunta in fine di parola. Quindi, la lettera A di hat è rilassata 
/æ/, ma aggiungendo una E in fondo si ottiene hate, dove la A è tesa /eɪ/. Similmente, vocali pesanti e tese ad R si comportano in questo modo; il nesso ar in car è pesante /ɑr/, mentre ar seguito da E muta, come in care dà /ɛər/. La lettera U rappresenta due differenti modelli di vocali, di cui il primo è /ʌ/, /juː/, /ə/, /jʊ/ ed il secondo /ʊ/, /uː/, /ʊ/. Non vi sono distinzioni tra vocali pesanti e tese ad R con la lettera O, mentre con la U il modello /ʊ-uː-ʊ/ non possiede una vocale pesante. 
Oltre alla E muta, un'altra strategia per indicare vocali tese e tese ad R, consiste nell'aggiunta di un'ulteriore vocale diacritica formando così un digramma. In tal caso, la prima vocale è solitamente la principale, mentre la seconda è la vocale "marcante". Per esempio, la parola "man" ha un'A rilassata, pronunciata /æ/, ma l'aggiunta di una I, dando così main, rende la A tesa, così che viene pronunciata /eɪ/. Queste due strategie producono parole scritte diversamente ma pronunciate identiche, come in mane criniera(dove si usa la E muta), main principale (dove si usa un digramma) e Maine Maine (dove si usano entrambe). L'uso di due differenti strategie si richiama alla necessità di distinguere parole che sarebbero altrimenti omonimi.
Oltre a queste 20 ortografie vocaliche basiche, Rollings descrive una categoria di vocali neutralizzate (/ə, ɪ/), una categoria mista (/ɔɪ, aʊ, aɪ, aʊ/, /j/ e /w/ più vocale, e le coppie di vocali).

#### Combinazioni di vocali
Ricavare la pronuncia di una parola inglese dalla sua scrittura richiede non solo un'adeguata conoscenze delle regole, qui sotto esposte (molte delle quali non sono conosciute esplicitamente dai parlanti nativi, che imparano la scrittura di una parola assieme alla sua pronuncia) e le molte eccezioni, ma anche:
- Sapere quando una sillaba è accentata o meno, il che non è desumibile dalla scrittura (si possono confrontare hallow santificare e allow permettere);
- Quali combinazioni di vocali formino una o due sillabe.

| Scrittura              | Scrittura | Valore più comune (IPA) | Esempi di tale valore                                                                                              | Valori meno comuni (IPA) | Esempi di valori rari | Eccezioni                                  |
| ---------------------- | --- | ----------------------- | --- | ------------------------ | --- | ------------------------------------------ |
| a                      | - Prima di gruppi consonantici - Ultima vocale della parola - Seguita da 2 o più sillabe atone - Quando la sillaba seguente contiene /ɪ/                                        | /æ/                     | hatchet, banner, marry acrobat, cat national, camera, reality arid, granite, palace                                | /eɪ/ /ɑː/                | ache, bass, chamber, nationhood father, past                                                                                 | /ɒ/ yacht                                  |
| a                      | - Prima di -nge, -ste - Prima d'una sola consonante - Prima di consonante + (-le o R+vocale) - Prima di una vocale eterosillabica, ossia di un'altra sillaba                    | /eɪ/                    | arrange, waste grace, famous, violate table, hatred, April chaos, aorta                                            | /ɛ/ /æ/ /ɪ/              | many, any manor, have chocolate, orange                                                                                      | /ɑː/ gala, sonata                          |
| a                      | Prima di R finale o R+consonante (e termini derivati) | /ɑː/                    | bar, cart barred, marring                                                                                          |                          | | /ɛə/ scarce                                |
| a                      | Prima di R+vocale | /ɛə/                    | uncaring, wary, various, glare                                                                                     | /æ/                      | Paris | /ɑː/ are                                   |
| a                      | Finale di parola | /ə/                     | lemma, banana |                          | | /ɪ/ bologna                                |
| a                      | Nel suffisso finale -ary | /ɛ/                     | ordinary, necessary                                                                                                |                          | |                                            |
| a                      | Dopo /w/ eccetto che prima di /k/, /ɡ/, /ŋ/ | /ɒ/                     | watch, warrior, quantity                                                                                           | /æ/                      | quango |                                            |
| a                      | Dopo /w/ prima di R finale o R+consonante | /ɔː/                    | warning, dwarf, war                                                                                                |                          | |                                            |
| a                      | Atona | /ə/                     | another, about, woman                                                                                              | Ø                        | artistically | /i/ karaoke                                |
| a                      | Atona, in -age | /ɪ/                     | damage, bondage |                          | |                                            |
| aa, ah                 | aa, ah | /ɑː/                    | baa, blah |                          | | /eɪ/ quaalude                              |
| ae (æ)                 | Solitamente | /iː/                    | encyclopaedia (encyclopædia), paediatrician (pædiatrician)                                                         | /ɛ/                      | aesthetic (æsthetic) | /eɪ/ reggae /aɪ/ maestro                   |
| ae (æ)                 | Prima di R | /ɛə/                    | aerial (ærial), aeroplane (æroplane)                                                                               |                          | |                                            |
| ai, ay                 | Accentata | /eɪ/                    | bait, cocaine, day                                                                                                 | /ɛ/ /aɪ/                 | said, again, says samurai, kayak, aye                                                                                        | /æ/ plaid /iː/ quay                        |
| ai, ay                 | Prima di R | /ɛə/                    | cairn, millionaire, dairy                                                                                          |                          | |                                            |
| ai, ay                 | Atona | /ɪ/                     | bargain, mountain                                                                                                  | /ə/                      | Britain |                                            |
| ao                     | ao | /eɪ/                    | gaol | /aʊ/                     | Taoism | /əʊ/ pharaoh                               |
| au, aw                 | au, aw | /ɔː/                    | taut, author, lawn,                                                                                                | /ɒ/ /ɑː/                 | sausage, because, laurel aunt, draught, laugh                                                                                | /eɪ/ gauge /əʊ/ mauve                      |
| e                      | - Prima d'una sola consonante - Prima di consonante + (-le o R+vocale) - Vocale finale, e sola in una parola - Vocale finale di prestiti greci - Prima di vocale eterosillabica | /iː/                    | receding, detail, gene metre, secret be, she simile, catastrophe neon                                              | /eɪ/ /ɛ/ Ø               | ukulele, cafe, crepe metal, lemon, heron livelihood, fateful                                                                 |                                            |
| e                      | - Prima di un gruppo consonantico - Ultima della parola - Seguita da almeno 2 sillabe atone - Quando la sillaba successiva contiene /ɪ/                                         | /ɛ/                     | better, fetch, merry get, watershed legacy, elegant, delicate crevice, perish, epicness                            | /iː/                     | lethal axes (plurale di axis) legally evil                                                                                   | /ɪ/ pretty                                 |
| e                      | Prima di R finale o R+consonante (e termini derivati) | /ɜː/                    | herd, kerb, referral                                                                                               | /ɑː/                     | clerk, sergeant |                                            |
| e                      | Prima di R+vocale | /ɪə/                    | serious, series, here                                                                                              | /ɛə/ /ɛ/                 | therefore, werewolf very | /ɜː/ were                                  |
| e                      | Finale di parola | Ø                       | mate, discipline, starve plague                                                                                    | /iː/                     | recipe |                                            |
| e                      | Atona | /ɪ/                     | hatchet, target, poet                                                                                              | /ə/                      | taken, decency, moment |                                            |
| e                      | Prima di vocale eterosillabica | /ɪ/                     | create, area, atheist, hideous                                                                                     |                          | |                                            |
| ea                     | Solitamente | /iː/                    | beach, eating, please                                                                                              | /ɛ/                      | bread, healthy, cleanse | /eɪ/ break, great, steak                   |
| ea                     | Prima di R+consonante | /ɜː/                    | earth, learn, early                                                                                                | /ɑː/                     | hearty, hearth | /ɪə/ beard, really                         |
| ea                     | Prima di R finale ed R+vocale (e termini derivati) | /ɪə/                    | clear, hearing, yearly                                                                                             | /ɛə/                     | bear, pear, swear |                                            |
| eau                    | eau | /əʊ/                    | bureau, plateau, tableau                                                                                           | /juː/                    | beauty | /ɒ/ bureaucracy                            |
| ee                     | Solitamente | /iː/                    | bee, feed |                          | | /eɪ/ matinee, fiancee                      |
| ee                     | Prima di R | /ɪə/                    | cheering, beer, eerie                                                                                              |                          | |                                            |
| ei, ey                 | Solitamente | /eɪ/                    | veil, reign, obey                                                                                                  | /iː/ /aɪ/                | seize, key, geyser height, heist, gneiss                                                                                     | /ɛ/ heifer, leisure /aɪ/ eye               |
| ei, ey                 | Dopo C | /iː/                    | deceive, ceiling, conceit                                                                                          |                          | |                                            |
| ei, ey                 | Prima di R | /ɛə/                    | heir, their | /ɪə/                     | weird, weir, eyrie |                                            |
| ei, ey                 | Atona | /ɪ/                     | foreign, counterfeit                                                                                               |                          | |                                            |
| ei, ey                 | Atona e finale | /ɪ/                     | monkey, curtsey, jersey                                                                                            |                          | |                                            |
| eo                     | eo | /ɛ/                     | leopard, jeopardy                                                                                                  | /iː/                     | people | /əʊ/ yeoman /ɪə/ leotard                   |
| eu(e), ew(e), ieu, iew | Solitamente | /juː/                   | feudal, queue, dew, ewe, lieu, view                                                                                |                          | | /əʊ/ sew, shew /ɛf/ lieutenant             |
| eu(e), ew(e), ieu, iew | Dopo /r/, /ʃ/, /ʒ/, /j/, consonante + /l/ | /uː/                    | rheumatism, jewel, blew                                                                                            |                          | |                                            |
| eu(e), ew(e), ieu, iew | Prima di R | /jʊə/                   | amateur, neural, Newry                                                                                             |                          | |                                            |
| eu(e), ew(e), ieu, iew | Entrambe le caratteristiche sopraccitate | /ʊə/                    | Jewry, pleurisy |                          | |                                            |
| i                      | - Prima di una singola consonante - Prima di consonante + (-le o R+vocale) - Prima di -nd, -ld, -gh, -gn - Finale di parola - Prima di vocale eterosillabica                    | /aɪ/                    | shine, cited, guide title, idle, vibrant wild, kind, sighed, ensign alumni, alibi, radii vial, quiet, prior, pious | /ɪ/                      | pivot, give, engine wind (quando usato come sostantivo; viene pronunciato infatti col dittongo quando ha funzione di verbo). | /iː/ machine, ski                          |
| i                      | - Prima di un gruppo consonantico - Ultima della parola - Seguita da almeno 2 sillabe atone - Quando la sillaba successiva contiene /ɪ/ - Prima di consonante + e/i + vocale    | /ɪ/                     | hitch, fiddle, mirror bit cinema, liberty, military finish, spirit, minute hideous, position, Sirius               | /aɪ/                     | pint, ninth silently whitish                                                                                                 | /æ/ meringue /iːɪ/ ski(ing)                |
| i                      | Prima di R finale o R+consonante (e termini derivati) | /ɜː/                    | bird, fir, stirrer                                                                                                 |                          | | /ɪə/ menhir                                |
| i                      | Prima di R+vocale | /aɪə/                   | hire, firing, enquiry                                                                                              |                          | |                                            |
| i                      | Atona | /ɪ/                     | livid, typical | /ə/                      | pencil, cousin | Ø business                                 |
| i                      | Prima di vocale eterosillabica | /ɪ/                     | familiar, alien, radii, idiot                                                                                      |                          | |                                            |
| ie                     | Finale di parola | /aɪ/                    | die, tie | /ɪ/                      | eerie, selfie |                                            |
| ie                     | In mezzo alla parola | /iː/                    | field, series, siege                                                                                               | /aɪ/                     | flies, tries | /ɪ/ sieve /ɛ/ friend                       |
| ie                     | Prima di R | /ɪə/                    | pier, fierce, bulkier                                                                                              |                          | |                                            |
| o                      | - Prima di gruppi consonantici - Ultima della parola - Seguita da almeno 2 sillabe atone - Quando la sillaba successiva contiene /ɪ/                                            | /ɒ/ o /ɑː/              | dot, doctor, torrent opera, colonise, cooperate topic, solid, promise                                              | /ʌ/ /əʊ/ /uː/            | won, monkey, front gross, comb, brokenly tomb, womb                                                                          | /ʊ/ wolf                                   |
| o                      | - Prima di una sola consonante - Prima di consonante + (-le o R+vocale) - Finale di parola - Prima di vocae eterosillabica (sillabe atone incluse)                              | /əʊ/                    | omen, grove, total noble, cobra banjo, go boa, poet, stoic cooperate                                               | /ɒ/ /uː/ /ʌ/ /ə/         | moral, proper, shone to, who, move, lose come, love, done purpose, Europe                                                    | /ʊ/ woman /ɪ/ women                        |
| o                      | Prima di R | /ɔː/                    | ford, boring, more, for, morning                                                                                   |                          | |                                            |
| o                      | Prima di R e dopo W | /ɜː/                    | word, work, worst                                                                                                  |                          | | /ɔː/ worn                                  |
| o                      | Atona | /ə/                     | eloquent, wanton, author                                                                                           |                          | |                                            |
| oa                     | Solitamente | /əʊ/                    | boat, coal, load                                                                                                   |                          | | /ɔː/ broad                                 |
| oa                     | Prima di R | /ɔː/                    | boar, coarse |                          | |                                            |
| oe (œ)                 | Solitamente | /iː/                    | amoeba (amœba), coelacanth (cœlacanth), phoenix (phœnix)                                                           |                          | |                                            |
| oe (œ)                 | Finale di parola | /əʊ/                    | toe, foe | /uː/                     | shoe, canoe | /ʌ/ does                                   |
| oe (œ)                 | Atona | /ɪ/                     | oedema (œdema) |                          | |                                            |
| oeu                    | oeu | /uː/                    | manoeuvre (manœuvre)                                                                                               |                          | |                                            |
| oi, oy                 | Solitamente | /ɔɪ/                    | coin, boy |                          | |                                            |
| oi, oy                 | Prima di R | /wɑː/                   | reservoir, memoir, repertoire                                                                                      | /ɔɪə/                    | loir | /waɪə/ choir                               |
| oo                     | Solitamente | /uː/                    | hoop, booze | /ʊ/                      | wool, foot, soot | /əʊ/ brooch                                |
| oo                     | Prima di K o D | /ʊ/                     | look, wood | /uː/                     | food, brood, spook | /ʌ/ blood, flood                           |
| oo                     | Prima di R | /ɔː/                    | door | /ʊə/                     | poor, mooring |                                            |
| ou                     | Accentata | /aʊ/                    | out, aloud, bough                                                                                                  | /uː/ /ʌ/ /əʊ/            | soup, you, through touch, trouble, country soul, dough, boulder                                                              | /ʊ/ courier, should /ɒ/ cough              |
| ou                     | Prima di R | /ɔː/                    | tourist, contour, pour                                                                                             | /aʊə/ /ɜː/               | hour, our, devour journey, courteous, scourge                                                                                | /ʊ/ courier /ʌ/ courage                    |
| ou                     | Atona | /ə/                     | camouflage, labour, nervous                                                                                        |                          | |                                            |
| ow                     | Accentata | /aʊ/                    | cow, sow, allow | /əʊ/                     | know, show | /ɒ/ acknowledge                            |
| ow                     | Prima di R | /aʊə/                   | dowry |                          | |                                            |
| ow                     | Atona | /əʊ/                    | yellow, rainbow, narrow                                                                                            |                          | |                                            |
| u                      | - Prima di gruppi consonantici - Ultima di parola | /ʌ/                     | butter, dump, current                                                                                              | /ʊ/                      | put, full, pudding |                                            |
| u                      | - Prima d'una sola consonante - Prima di consonante + (-le o R+vocale) - Prima di vocali eterosillabiche (incluse sillabe atone)                                                | /juː/                   | luminous, mute, tuba bugle, rubric duel, fatuous, druid, January                                                   | /ʊ/                      | sugar | /ɪ/ busy                                   |
| u                      | Come sopra ma dopo /r/, /ʃ/, /ʒ/, /j/, consonante + /l/ | /uː/                    | rule, chute, June, flu truant, fluent, menstruate                                                                  |                          | |                                            |
| u                      | Prima di R finale o R+consonante(e termini derivati) | /ɜː/                    | curdle, burr, furry                                                                                                |                          | |                                            |
| u                      | Prima di R+vocale | /jʊə/                   | lure, purity, curing                                                                                               | /jə/                     | failure | /ɛ/ bury                                   |
| u                      | Come sopra ma dopo /r/, /ʃ/, /ʒ/, /j/, consonante + /l/ | /ʊə/                    | rural, jury, plural                                                                                                |                          | |                                            |
| u                      | Dopo G e prima di E o I | Ø                       | guess, disguise, tongue                                                                                            | /juː/ /w/                | argue, ague linguistics, segue                                                                                               |                                            |
| u                      | Atona | /ə/                     | supply |                          | | /ɪ/ minute, lettuce                        |
| ue, ui                 | Solitamente | /juː/                   | cue, hue, nuisance                                                                                                 |                          | | /weɪ/ suede /wiː/ suite /ɪ/ build, biscuit |
| ue, ui                 | Come sopra ma dopo /r/, /ʃ/, /ʒ/, /j/, consonante + /l/ | /uː/                    | blue, tissue, fruit, juice                                                                                         |                          | |                                            |
| uy                     | uy | /aɪ/                    | buy, guyed |                          | |                                            |
| y                      | - Prima di gruppi consonantici - Seguita da almeno 2 sillabe atone - Quando la sillaba seguente contiene /ɪ/                                                                    | /ɪ/                     | myth, cryptic cylinder, typical, pyramid cynic                                                                     | /aɪ/                     | hyphen, psyche cyclically |                                            |
| y                      | - Prima d'una sola consonante - Prima di consonante + (-le o R+vocale) - Finale di parola ed accentata                                                                          | /aɪ/                    | typing, style, paralyze cycle, cypress sky, supply, bye                                                            |                          | |                                            |
| y                      | Prima di R finale o R+consonante(e termini derivati) | /ɜː/                    | myrtle, myrrh |                          | |                                            |
| y                      | Prima di R+vocale | /aɪə/                   | lyre, tyrant, gyrate                                                                                               |                          | |                                            |
| y                      | Atona | /ə/                     | sibyl, martyr |                          | |                                            |
| y                      | Atona, finale di parola | /ɪ/                     | city, happy |                          | |                                            |

#### Consonanti
| Scrittura                                     | Scrittura                                             | Valore più comune (IPA)                                      | Esempi di tale valore                                       | Altri valori                      | Esempi d'altri valori                                                                    |
| --------------------------------------------- | ----------------------------------------------------- | ------------------------------------------------------------ | ----------------------------------------------------------- | --------------------------------- | ---------------------------------------------------------------------------------------- |
| b, bb                                         | Solitamente                                           | /b/                                                          | bit, rabbit, obtain                                         | Ø                                 | bdellium, debtor, subtle                                                                 |
| b, bb                                         | Finale dopo M (ed in termini derivati)                | Ø                                                            | climb, comb, numbing                                        |                                   |                                                                                          |
| c                                             | Prima di E, I, Y, AE o OE                             | /s/                                                          | cellar, city, cyst, face, prince, nicer caesium, coelacanth | /tʃ/ /ʃ/ /k/ /ts/                 | cello, vermicelli liquorice Celts, chicer letovicite                                     |
| c                                             | Prima di I/E+vocale                                   | /ʃ/                                                          | special                                                     |                                   |                                                                                          |
| c                                             | A inizio e prima di N o T                             | Ø                                                            | cnidarian, ctenoid                                          |                                   |                                                                                          |
| c                                             | Altrimenti                                            | /k/                                                          | cat, cross                                                  | Ø                                 | victual, indict                                                                          |
| cc                                            | Prima di E, I o Y                                     | /ks/                                                         | accept, eccentric, occidental                               | /k/ /tʃ/ /s/                      | soccer, recce, siccing bocce, breccia, cappuccino flaccid                                |
| cc                                            | Altrimenti                                            | /k/                                                          | account, accrue, occur, yucca                               |                                   |                                                                                          |
| ch                                            | Solitamente                                           | /tʃ/                                                         | chase, chin, attached, chore                                | /k/ /h/ Ø                         | ached chutzpah yacht                                                                     |
| ch                                            | Prestiti dal greco                                    | /k/                                                          | chasm, chimera, chord                                       |                                   |                                                                                          |
| ch                                            | Prestiti dal francese                                 | /ʃ/                                                          | chaise, machine, cached, parachute                          |                                   |                                                                                          |
| ch                                            | Prestiti dal danese                                   | /dʒ/                                                         | sandwich, Greenwich                                         |                                   |                                                                                          |
| ck                                            | ck                                                    | /k/                                                          | tack, ticket                                                |                                   |                                                                                          |
| d, dd, dh                                     | d, dd, dh                                             | /d/                                                          | dive, ladder, jodhpurs                                      | /dʒ/ Ø                            | graduate, gradual (entrambi pronunciabili anche /dj/) Wednesday, handsome                |
| -dg- prima di E, I o Y                        | -dg- prima di E, I o Y                                | /dʒ/                                                         | lodger, pidgin, edgy                                        |                                   |                                                                                          |
| f, -ff                                        | f, -ff                                                | /f/                                                          | fine, off                                                   | /v/                               | of                                                                                       |
| g                                             | Prima di E, I, Y, AE o OE                             | /dʒ/                                                         | gentle, magic, gyrate, page, algae (GA)                     | /ɡ/ /ʒ/                           | get, eager, algae (RP) collage, gigue                                                    |
| g                                             | Nei gruppi -gm, gn- e -gn                             | Ø                                                            | diaphragm, gnome, signing, reign                            | /ɡ/                               | signify, repugnant                                                                       |
| g                                             | Altrimenti                                            | /ɡ/                                                          | go, great, guest                                            | /dʒ/                              | margarine                                                                                |
| gg                                            | gg                                                    | /ɡ/                                                          | stagger, flagging                                           | /dʒ/                              | suggest, exaggerate                                                                      |
| gh                                            | A inizio di parola                                    | /ɡ/                                                          | ghost, ghastly                                              |                                   |                                                                                          |
| gh                                            | Altrimenti                                            | Ø                                                            | dough, high, right, daughter                                | /f/ /x/ o /k/ /ɡ/, /k/, o /x/ /p/ | laugh, enough lough ugh! hiccough                                                        |
| h                                             | Solitamente                                           | /h/                                                          | he, alcohol                                                 | Ø                                 | vehicle, honest, hono(u)r, piranha, hour, heir                                           |
| h                                             | Dopo EX                                               | Ø                                                            | exhibit, exhaust                                            | /h/                               | exhale                                                                                   |
| j-                                            | j-                                                    | /dʒ/                                                         | jump, ajar                                                  | /j/ /ʒ/ /h/ Ø                     | Hallelujah Jean jalapeno, fajita Marijuana                                               |
| k, -kk, kh                                    | Solitamente                                           | /k/                                                          | key, bake, trekking, sheikh                                 |                                   |                                                                                          |
| k, -kk, kh                                    | All'inizio prima di N                                 | Ø                                                            | knee, knock                                                 |                                   |                                                                                          |
| l, ll                                         | l, ll                                                 | /l/                                                          | line, valve, valley                                         | Ø /j/                             | halve, balk, salmon, tortilla ?                                                          |
| m, mm                                         | Solitamente                                           | /m/                                                          | mine, hammer                                                |                                   |                                                                                          |
| m, mm                                         | All'inizio prima di N                                 | Ø                                                            | mnemonic                                                    |                                   |                                                                                          |
| n, nn                                         | Solitamente                                           | /n/                                                          | nice, funny                                                 |                                   |                                                                                          |
| n, nn                                         | Prima di /k/ o /ɡ/                                    | /ŋ/                                                          | link, bangle, anchor                                        |                                   |                                                                                          |
| n, nn                                         | Alla fine dopo M (ed in termini derivati)             | Ø                                                            | hymn, autumn                                                |                                   |                                                                                          |
| ng                                            | Alla fine (ed in termini derivati)                    | /ŋ/                                                          | long, kingly, singer, clingy                                |                                   |                                                                                          |
| ng                                            | Altrimenti in posizione mediale                       | /ŋɡ/ /ndʒ/                                                   | anger, finger danger, ginger, dingy                         |                                   |                                                                                          |
| p, pp                                         | Solitamente                                           | /p/                                                          | pill, happy, soup, corpse, script                           | Ø                                 | coup, receipt                                                                            |
| p, pp                                         | All'inizio prima di N, S e T                          | Ø                                                            | pneumonia, psyche, ptomaine                                 | /p/                               | psst                                                                                     |
| ph, pph                                       | ph, pph                                               | /f/                                                          | photograph, sapphire                                        | /v/                               | Stephen                                                                                  |
| q (Anche non prima di U)                      | q (Anche non prima di U)                              | /k/                                                          | Iraq, Iqaluit                                               |                                   |                                                                                          |
| r, rr, rh, rrh                                | Solitamente                                           | /r/                                                          | ray, parrot, rhyme, diarrhoea                               | Ø                                 | iron                                                                                     |
| r, rr, rh, rrh                                | - Prima di consonante - Alla fine - Prima di E finale | Ø nei dialetti non-rotici (come l'RP)                        | cart, burr, fir, care, walker, tear, hurt                   |                                   |                                                                                          |
| Vedi sotto per le combinazioni di vocali ed R |                                                       |                                                              |                                                             |                                   |                                                                                          |
| s, ss                                         | Solitamente                                           | /s/                                                          | song, ask, message, misled                                  | /z/ /ʃ/ /ʒ/ Ø                     | scissors, dessert, dissolve, Islam sugar, tissue, aggression vision islet, aisle, debris |
| s, ss                                         | -s- tra due suoni vocalici (vedi anche "se" sotto)    | /z/                                                          | rose, prison                                                | /s/                               | basis                                                                                    |
| s, ss                                         | Morfema -s finale dopo fonema sordo                   | /s/                                                          | pets, shops                                                 |                                   |                                                                                          |
| s, ss                                         | Morfema -s finale dopo fonema sonoro                  | /z/                                                          | beds, magazines                                             |                                   |                                                                                          |
| sc- prima di E, I e Y                         | sc- prima di E, I e Y                                 | /s/                                                          | scene, scepter, scissors, scythe                            | /sk/ /ʃ/                          | sceptic, scirrhus fascism                                                                |
| sch-                                          | sch-                                                  | /sk/                                                         | school, scheme, schizo                                      | /ʃ/ /s/                           | schedule (nell'RP, altrimenti: /sk/), schist schism (nell'RP, altrimenti: /sk/)          |
| sh                                            | sh                                                    | /ʃ/                                                          | shin, fashion                                               |                                   |                                                                                          |
| t, -tt                                        | Solitamente                                           | /t/                                                          | ten, bitter, cation, chaste, wallet                         | /ʃ/ /tʃ/ /d/ Ø                    | ratio, Martian question, bastion kindergarten castle, chasten, ballet                    |
| t, -tt                                        | -sten, -stle, -ften se atoni                          | Ø                                                            | listen, rustle, soften                                      | /t/                               | tungsten, existent                                                                       |
| -tch                                          | -tch                                                  | /tʃ/                                                         | batch, kitchen                                              |                                   |                                                                                          |
| th                                            | th                                                    | /θ/ /ð/                                                      | thin, both, the, bothers                                    | /t/ /tθ/ /th/ Ø                   | thyme eighth outhouse, potherb asthma                                                    |
| v, -vv                                        | v, -vv                                                | /v/                                                          | vine, savvy                                                 |                                   |                                                                                          |
| w                                             | w                                                     | /w/                                                          | sward, swerve, wale                                         | Ø /uː/ /v/                        | two, sword, answer, gunwale cwm Weltanschauung                                           |
| wh-                                           | Solitamente                                           | /w/ o /hw/ nell'inglese irlandese o statunitense meridionale | wheel                                                       |                                   |                                                                                          |
| wh-                                           | Prima di O                                            | /h/ o /hw/ nell'inglese irlandese o statunitense meridionale | who, whole                                                  | /w/                               | whopping, whorl                                                                          |
| wr-                                           | wr-                                                   | /r/ o /wr/ nell'inglese scozzese                             | wrong, wrist                                                |                                   |                                                                                          |
| x                                             | Inizialmente                                          | /z/                                                          | xylophone                                                   |                                   |                                                                                          |
| x                                             | Altrimenti                                            | /ks/                                                         | extent, excuse, axe                                         | /ɡz/ /ɡʒ/ /kʃ/ Ø                  | exit (In alcune pronunce) luxury (In alcune pronunce) anxious faux-pas                   |
| -xc prima di E o I                            | -xc prima di E o I                                    | /ks/                                                         | excellent, excited                                          |                                   |                                                                                          |
| y-                                            | y-                                                    | /j/                                                          | yes, young                                                  |                                   |                                                                                          |
| z, -zz                                        | z, -zz                                                | /z/                                                          | zoo, pizzazz                                                | /ts/ Ø                            | schizophrenic, pizza rendezvous                                                          |

#### Combinazioni di vocali ed R
| Scrittura  | Valore più comune(IPA) | Esempi di tale valore | Altri valori | Esempi di altri valori | Eccezioni |
| ---------- | ---------------------- | --------------------- | ------------ | ---------------------- | --------- |
| ayer, ayor | /ɛə(r)/                | layer, mayor          |              |                        |           |
| ower       | /aʊər/                 | dowry, tower, flowery |              |                        |           |

#### Combinazioni di vocali ed altre consonanti
| Scrittura                                 | Valore più comune(IPA)                                        | Esempi di tale valore                                                  | Altri valori | Esempi di altri valori                                   | Eccezioni                                               |
| ----------------------------------------- | ------------------------------------------------------------- | ---------------------------------------------------------------------- | ------------ | -------------------------------------------------------- | ------------------------------------------------------- |
| ah                                        | /ɑː/                                                          | blah                                                                   |              |                                                          |                                                         |
| al                                        | /æl/                                                          | pal, talcum, algae, alp                                                | /ɔːl/        | bald, falcon                                             |                                                         |
| alf                                       | /ɑːf/ (RP) /æf/ (GA)                                          | calf, half                                                             | /æl/         | alfalfa, malfeasance                                     | /ɔlf/ palfrey                                           |
| alk                                       | /ɔːk/                                                         | walk, chalking, talkative                                              | /ælk/        | alkaline, grimalkin                                      | /ɔlk/ balkanise                                         |
| all                                       | /ɔːl/ /æl/                                                    | call, fallout, smaller shall, callus, fallow                           | /ɒl/ /(ə)l/  | wallet, swallow allow, dialled                           | /ɛl/ (GA) marshmallow, pall-mall                        |
| alm                                       | /ɑːm/ (tutti gli esempi hanno in realtà pronunce alternative) | calm (anche: /ɑːlm/), almond (anche: /ælm/), palmistry (anche: /ɑːlm/) | /ælm/ /ɔːlm/ | dalmatian, salmonella almanac (anche: /ælm/), almost     | /æm/ salmon /(ə)lm/ signalman                           |
| alt                                       | /ɒlt/ (RP) /ɔːlt/ (GA)                                        | alter, malt, salty, basalt                                             | /ælt/ /ɔːlt/ | alto, shalt, saltation altar, asphalt                    | /ɑlt/ gestalt (GA) /(ə)lt/ royalty, penalty             |
| aoh, oh                                   | /oʊ/                                                          | pharaoh, oh                                                            |              |                                                          |                                                         |
| ci- atono prima di vocale                 | /ʃ/                                                           | special, gracious                                                      | /si/         | species                                                  |                                                         |
| -cqu                                      | /kw/                                                          | acquaint, acquire                                                      | /k/          | lacquer, racquet                                         |                                                         |
| Morfema -ed finale dopo /t/ o /d/*        | /ɨd/                                                          | waited                                                                 |              |                                                          |                                                         |
| Morfema -ed finale dopo consonante sorda  | /t/                                                           | topped, surfed                                                         | /ɛd/         | biped, unfed                                             |                                                         |
| Morfema -ed finale dopo consonante sonora | /d/                                                           | climbed, failed, ordered                                               | /ɛd/         | imbed, misled, infrared                                  |                                                         |
| eh                                        | /eɪ/                                                          | eh                                                                     |              |                                                          |                                                         |
| Morfema -es finale                        | /ɨz/                                                          | washes, boxes                                                          |              |                                                          |                                                         |
| Ex- atono prima di vocale o H             | /ɨɡz/                                                         | exist, examine, exhaust                                                | /ɛks/        | exhale                                                   |                                                         |
| gu- prima di A                            | /ɡw/                                                          | bilingual, guano, language                                             | /ɡ/          | guard, guarantee                                         |                                                         |
| -le dopo consonante e finale              | /əl/                                                          | little, table                                                          |              |                                                          |                                                         |
| -(a)isle                                  | /aɪəl/                                                        | aisle, isle, enisle, lisle                                             |              |                                                          |                                                         |
| -ngue finale                              | /ŋ/                                                           | tongue, harangue, meringue (dessert)                                   | /ŋɡeɪ/       | dengue (anche /ŋɡi/), distingué, merengue (musica/ballo) |                                                         |
| old                                       | /oʊld/                                                        | blindfold, older, bold                                                 | /əld/        | scaffold, kobold (anche /ɒld/                            |                                                         |
| olk                                       | /oʊk/                                                         | yolk, folk                                                             |              |                                                          |                                                         |
| oll                                       | /ɒl/                                                          | doll, follow, colletc., holler                                         | /oʊl/        | roll, stroller, polling, tollway                         |                                                         |
| olm                                       | /ɒlm/                                                         | olm, dolmen                                                            | /oʊlm/       | enrolment, holmium                                       | /oʊm/ holm (oak)                                        |
| ong                                       | /ɒŋ/ (RP) /ɔːŋ/ (GA)                                          | wrong, strong, song                                                    | /ɒŋ/         | Congress, congregation                                   |                                                         |
| qu-                                       | /kw/                                                          | queen, quick                                                           | /k/          | liquor, mosquito                                         |                                                         |
| quar- prima di consonante                 | /kwɔː(r)/                                                     | quarter, quart                                                         |              |                                                          |                                                         |
| -que finale                               | /k/                                                           | mosque, bisque                                                         | /keɪ/        | risqué                                                   | /kjuː/ barbeque                                         |
| -re finale dopo consonante                | /ər/                                                          | ogre                                                                   |              |                                                          |                                                         |
| ro                                        | /rɒ/                                                          | rod                                                                    | /roʊ/        | roll                                                     | /ə(r)/ iron                                             |
| sci- atono e prima di vocale              | /tʃ/                                                          | conscience (/ʃ/ in RP)                                                 | /si/         | omniscient (RP soltanto)                                 |                                                         |
| sci- (accentato)                          | /saɪ/                                                         | science                                                                |              |                                                          |                                                         |
| -scle                                     | /səl/                                                         | corpuscle, muscle                                                      |              |                                                          |                                                         |
| -se (nie sostantivi)                      | /s/                                                           | house, mouse                                                           |              |                                                          |                                                         |
| -se (nei verbi)                           | /z/                                                           | house, raise                                                           | /s/          | chase                                                    |                                                         |
| -si atono e prima di vocale               | /ʃ/                                                           | expansion                                                              | /ʒ/          | division, illusion                                       | /zi/ physiology, busier, caesium flimsiest /si/ tarsier |
| -ssi atono e prima di vocale              | /ʃ/                                                           | mission                                                                | /si/         | potassium, dossier                                       |                                                         |
| -sure atono                               | /ʒər/                                                         | leisure, treasure                                                      |              |                                                          |                                                         |
| -ti atono e prima di vocale               | /ʃ/                                                           | nation, ambitious                                                      | /ʒ/          | equation                                                 | /ti/ patio, /taɪ/ cation                                |
| -ture atono                               | /tʃər/                                                        | nature, picture                                                        |              |                                                          |                                                         |
| -zure atono                               | /ʒər/                                                         | seizure, azure                                                         |              |                                                          |                                                         |

Si ricordi che non c'è un metodo preciso per determinare se dei suoni siano morfemi o parti integranti d'una parola.

### Corrispondenze suoni-scritture
La tabella seguente mostra le varie ortografie associate a ciascun suono. Il simbolo "..." indica un'eventuale consonante aggiuntiva. I nessi sono in ordine di frequenza, dunque il primo è il più comune. Alcune ortografie sono rarissime o addirittura uniche, come, in alcuni accenti, l'au per il suono [æ]. In alcuni casi, le scritture mostrate si trovano in una sola parola esistente in inglese (come "mh">/m/, o "yrrh">/ɜr/).
| Consonanti | Consonanti                                                                           | Consonanti                                                                                                |
| IPA        | Scritture                                                                            | Esempi |
| ---------- | ------------------------------------------------------------------------------------ | --- |
| /p/        | p, pp, gh                                                                            | pill, happy, hiccough                                                                                     |
| /b/        | b, bb                                                                                | bit, rabbit                                                                                               |
| /t/        | t, tt, ed, pt, th, ct                                                                | ten, hitter, topped, pterodactyl, thyme, ctenoid                                                          |
| /d/        | d, dd, ed, dh, t (in certi dialetti), tt (in certi dialetti)                         | dive, ladder, failed, dharma, waiter, flatter                                                             |
| /ɡ/        | g, gg, gue, gh                                                                       | go, stagger, catalogue, ghost                                                                             |
| /k/        | c, k, ck, ch, cc, qu, cqu, cu, que, kk, kh, q, x (cambiando un suo suono /ks/ a /k/) | cat, key, tack, chord, account, liquor, acquis, biscuit, mosque, trekker, khan, burqa, excitement         |
| /m/        | m, mm, mb, mn, mh, gm, chm                                                           | mine, hammer, climb, hymn, mho, diaphragm, drachm                                                         |
| /n/        | n, nn, kn, gn, pn, nh, cn, mn                                                        | nice, funny, knee, gnome, pneumonia, piranha, cnidarian, mnemonic                                         |
| /ŋ/        | ng, n, ngue                                                                          | sing, link, tongue                                                                                        |
| /r/        | r, rr, wr, rh, rrh                                                                   | ray, parrot, wrong, rhyme, diarrh(o)ea                                                                    |
| /f/        | f, ph, ff, gh, pph, u                                                                | fine, physical, off, laugh, sapphire, lieutenant (Br)                                                     |
| /v/        | v, vv, f, ph, w                                                                      | vine, savvy, of, Stephen, weltanschauung                                                                  |
| /θ/        | th, chth, phth, tth, fth (in certi dialetti)                                         | thin, chthonic, phthisis, Matthew, twelfth                                                                |
| /ð/        | th, the                                                                              | them, breathe                                                                                             |
| /s/        | s, c, ss, sc, st, ps, sch (in certi dialetti), cc, se, ce, z (in certi dialetti)     | song, city, mess, scene, listen, psychology, schism, flaccid, horse, juice, citizen                       |
| /z/        | s, z, x, zz, ss, ze, c (in certi dialetti)                                           | has, zoo, xylophone, fuzz, scissors, breeze, electricity                                                  |
| /ʃ/        | sh, ti, ci, ssi, si, ss, ch, s, sci, ce, sch, sc                                     | shin, nation, special, mission, expansion, tissue, machine, sugar, conscience, ocean, schmooze, crescendo |
| /ʒ/        | si, s, g, z, j, ti, sh (in certi dialetti)                                           | division, leisure, genre, seizure, jeté, equation, Pershing                                               |
| /tʃ/       | ch, t, tch, ti, c, cc, tsch, cz                                                      | chin, nature, batch, bastion (alcuni accenti), cello, bocce, putsch, Czech                                |
| /dʒ/       | g, j, dg, dge, d, di, gi, ge, gg                                                     | magic, jump, judgment, bridge, graduate, soldier, Belgian, dungeon, exaggerate                            |
| /h/        | h, wh, j, ch, x                                                                      | he, who, fajita, chutzpah, Quixote                                                                        |
| /j/        | y, i, j, ll, e                                                                       | yes, onion, hallelujah, tortilla, eoarchean                                                               |
| /l/        | l, ll, lh                                                                            | line, hallo, Lhasa                                                                                        |
| /w/        | w, u, o, ou, wh (in quasi tutti i dialetti)                                          | we, persuade, choir, Ouija board, what                                                                    |
| /hw/       | wh (in Irlanda e sud degli Stati Uniti)                                              | wheel |
| /wr/       | wr (in Scozia)                                                                       | wren |

| Vocali | Vocali | Vocali |
| IPA    | Scritture | Esempi |
| ------ | --- | --- |
| /iː/   | e, ea, ee, e...e, ae, ei, i...e, ie, eo, oe, ie...e, ay, ey, i, y, oi, ue, ey, a                                                                        | be, beach, bee, cede, Caesar, deceit, machine, field, people, amoeba (variante di "ameba"), hygiene, quay (RP soltanto; /eɪ/ nel GA), key, ski, city, chamois, Portuguese, geyser (RP soltanto; /aɪ/ nel GA), karaoke |
| /ɪ/    | i, y, ui, e, ee, ie, o, u, a, ei, ee, ia, ea, i...e, ai, ii, oe                                                                                         | bit, myth, build, pretty, been (alcuni accenti), sieve, women, busy, damage, counterfeit, carriage, mileage, medicine, bargain, shiitake, oedema |
| /uː/   | oo, u, o, u...e, ou, ew, ue, o...e, ui, eu, oeu, oe, ough, wo, ioux, ieu, oup, w, u                                                                     | tool, luminous, who, flute, soup, jewel, true, lose, fruit, maneuver, manoeuvre (variante britannica del precedente), canoe, through (variante formale di "thru"), two, Sioux, lieutenant (GA), coup, cwm, thru (informale) |
| /ʊ/    | oo, u, o, oo...e, or, ou, oul | look, full, wolf, gooseberry, worsted, courier, should |
| /eɪ/   | a, a...e, aa, ae, ai, ai...e, aig, aigh, al, ao, au, ay, e (é), e...e, ea, eg, ei, ei...e, eig, eigh, ee (ée), eh, er, es, et, ey, ez, ie, oeh, ue, uet | bass, rate, quaalude, reggae, rain, cocaine, arraign, straight, Ralph (britannico, arcaico), gaol (variante australiana di "jail"), gauge (variante di gage), pay, ukulele (café), crepe, steak, thegn, veil, beige, reign, eight, matinee (soirée), eh, dossier, demesne, ballet, obey, chez, lingerie (US), boehmite (anche: /oʊ/), dengue (solitamente: /i/), sobriquet (anche: /ɛt/; variante di "soubriquet") |
| /ə/    | a, e, o, u, ai, ou, eig, y, ah, ough, ae, oi | another, anthem, awesome, atrium, mountain, callous, foreign, beryl, Messiah, borough (Britannico), Michael, porpoise |
| /oʊ/   | o, o...e, oa, ow, ou, oe, oo, eau, oh, ew, au, aoh, ough, eo                                                                                            | so, bone, boat, know, soul, foe, brooch, beau, oh, sew, mauve, pharaoh, furlough, yeoman |
| /ɛ/    | e, ea, a, ae, ai, ay, ea...e, ei, eo, ie, ieu, u, ue, oe                                                                                                | met, weather, many, aesthetic, said, says, cleanse, heifer, jeopardy, friend, lieutenant (Britannico), bury, guess, foetid |
| /æ/    | a, ai, al, au, i | hand, plaid, salmon, laugh (alcuni accenti), meringue |
| /ʌ/    | u, o, o...e, oe, ou, oo, wo | sun, son, come, does, touch, flood, twopence |
| /ɔː/   | a, au, aw, ough, augh, o, oa, oo, al, uo, u, ao | fall, author, jaw, bought, caught, cord, broad, door, walk, fluorine (Br), sure (alcuni accenti), extraordinary |
| /ɒ/    | o, a, eau, ach, au, ou | lock, watch, bureaucracy, yacht, sausage, cough |
| /ɑː/   | a, ah, aa, i | father, blah, baa, lingerie (USA) |
| /aɪ/   | ae, ai, aie, aille, ais, ay, aye, ei, eigh, ey, eye, i, i...e, ia, ie, ic, ig, igh, is, oi, ui, uy, uye, y, y...e, ye                                   | maestro, krait, shanghaied, canaille (RP), aisle, kayak, aye, heist, height, geyser (US), eye, mic, fine, diaper, tie, indict, sign, high, isle, choir, guide, buy, guyed, tryst, type, bye |
| /ɔɪ/   | oi, oy, awy, uoy oy...e, eu | foil, toy, lawyer, buoy, gargoyle, Freudian |
| /aʊ/   | ou, ow, ough, au, ao | out, now, bough, tau, Taoism |
| /ɑr/   | aar, ar, are, arre, ear, er, our, uar, arrh | bazaar, car, are, bizarre, heart, sergeant, our (alcuni accenti), guard, catarrh |
| /ɛər/  | aar, aer, air, aire, ar, are, ayer, ayor, ear, eir, er, ere, err, erre, ey're, e'er                                                                     | Aaron, aerial, hair, millionaire, ware, vary, prayer, mayor, bear, heir, stationery (alcuni accenti), where, err (variante), parterre, they're, e'er |
| /ɪər/  | ear, eer, eir, eor, ere, ers, e're, ier, iere, ir | ear, beer, weir, theory (US), here, revers, we're, pier, premiere, menhir |
| /ɜr/   | er, or, ur, ir, yr, our, ear, err, eur, yrrh, ar, oeu, olo                                                                                              | fern, worst, turn, thirst, myrtle, journey, earth, err, amateur, myrrh, grammar, hors d'oeuvre, colonel |
| /juː/  | u, u...e, eu, ue, iew, eau, ieu, ueue, ui, ewe, ew | music*, use, feud, cue, view, beautiful*, adieu*, queue, nuisance*, ewe, few, * In alcuni dialetti si verifica il fenomeno dell'elisione di iod, vedi Inglese americano. |

## Indicazioni per la pronuncia
Sono riportati degli esempi suddivisi secondo le lettere dell'alfabeto. La pronuncia dei cognomi e dei nomi geografici, spesso irregolare, non è qui trattata.
È riportata la pronuncia chiamata Received Pronunciation, con i simboli fonetici IPA. Data la grande varietà di pronunce dell'inglese, questa pronuncia è usata spesso come riferimento, ma è da notare che è usata in pratica solo dal 3–5 % dei madrelingua di inglese.
Per la pronuncia usata negli Stati Uniti (dove vivono circa i 2/3 dei madrelingua di inglese) vedi Inglese americano.
Tipici errori commessi dai principianti sono indicati alla pagina Pronuncia italiana della lingua inglese.
- Nota bene: per leggere la pronuncia è necessario avere una buona conoscenza dei simboli fonetici IPA usati nella lingua inglese.

A )   Può avere diverse pronunce: 
1. / ɑː / es. car [kʰɑː*], past [pʰɑːst], varnish [vɑːniʃ], master [ˈmɑːstə*]
2. / ɔː / es. tall [tʰɔːl], talk [tʰɔːk], quarter [ˈkʰwɔːtə*],
3. / ɒ / es. quality [kʰˈwɒləti], squad [skwɒd]
4. / ɪ / es. village [ˈvɪlɪʤ], manage [ˈmænɪʤ ]
5. / æ / es. band [bænd], bat [bæt], national [ˈnæʃənɫ̩]
6. / ɛə / es. care [kʰɛə*], prepare [prɪˈpʰɛə*], nightmare [ˈnaɪtmɛə*]
7. / eɪ / es. base [beɪs], cable [ˈkʰeɪbɫ̩], nation [ˈneɪʃən], save [seɪv]
8. / ə / nelle sillabe non accentate: es. apart [əˈpɑːt].

Nota: i due punti indicano un suono vocalico allungato. Non esiste in inglese la pronuncia della doppia consonante. 
 Un simbolo fonetico in corsivo indica che tale suono può essere tralasciato, cioè una pronuncia facoltativa.
- Il gruppo oa si pronuncia / əʊ̯ /: es. goat [ɡəʊ̯t], goal [ɡəʊ̯l], oak [əʊ̯k]
- Il gruppo au si pronuncia / ɔː /: es. cause [kʰɔːz].

B )   Come la b italiana [b], ma è muta nei seguenti casi:
- nel gruppo mb a fine parola: es. comb [kʰəʊ̯m], climb [kʰlaim], thumb [θʌm]
- nel gruppo bt a fine parola o in pos. intermedia: es. doubt [daʊt], debt [dɛt], subtle [ˈsʌtəl]. Ci sono alcune eccezioni, come per es. obtain [əbˈtʰeɪn], obtuse [əbˈtʰjuːs].

C )   Può avere diverse pronunce:
- Davanti alle vocali a, o, u: c dura come nell'italiano casa: [k].
- Davanti alle vocali e, i: s come nell'italiano sole: es. ceiling [ˈsiːlɪŋ], race [ɹeɪ̯s], certify [ˈsɜːtɪfaɪ̯], celery [ˈsɛləɹi].
- I gruppi ci, ce seguiti da vocale si pronunciano / ʃ /: es. ocean [ˈəʊ̯ʃn̩], suspicious [səsˈpɪʃəs], ma la t non va pronunciata.
- La doppia c davanti alle vocali e oppure i si pronuncia / ks /: accept [əkˈsɛpt], accident [ˈæksɪdənt]. Una rara eccezione è soccer [ˈsɒkʰə*].
 Davanti alle vocali a, o, u si pronuncia / k /: account [əˈkʰaʊ̯nt], accurate [ˈækjəɹət].

Si ricorda che in inglese la doppia consonante non ha mai una pronuncia "allungata" come in italiano.
- Il gruppo ch si può pronunciare in vari modi:
  - / ʧ / c dolce: es. child [ʧaɪ̯ld], march [mɑːʧ]
  - / ʃ / come nell'italiano sciare, es. chicane [ʃɪˈkeɪ̯n], parachute [ˈpæɹəʃuːt], chivalry [ˈʃɪvəlɹi], prevalentemente in parole di origine francese.
  - / k / es. character [ˈkʰæɹəktə*], choir [ˈkʰwaɪ̯ə*], chemical [ˈkʰɛmɪkəl].

D )   Come per la t, la d inglese è alveolare [d] e non dentale come in italiano.
E )   Può avere due pronunce: / ɪ / come in english oppure / ɛ / come in engineer [ɛnʤɪˈnɪə*] .
- La doppia e si pronuncia sempre /iː/; es. meet, seek, proceed, eel, etc., salvo se seguita da 'r' come alla fine di engineer [enʤɪˈnɪə*] .
- Il gruppo ea si può pronunciare:
  - di solito /iː/: es. mean [miːn], appeal [əˈpʰiːl], beaver [ˈbiːvə*];
  - in alcuni casi /e/, ad esempio head [hɛd], heavy [ˈhɛvi], meant (passato di to mean) [mɛnt].
  - in altri casi ancora, /eɪ̯/, come in great [ˈɡɹeɪ̯t].
  - un'eccezione è really [ˈɹɪəli].
- Il gruppo ew può avere due pronunce: /uː/, es lewd [luːd], crew [kʰɹuː], sewage [ˈsuːɪʤ]; oppure /juː/, es. few, new. Un'eccezione è il verbo sew [səʊ̯].
- In fine di parola è muta, salvo rare eccezioni. In questo caso si pronuncia / i /, come in catastrophe [kʰəˈtʰæstɹəˌfi] o simile [ˈsɪməli].

F )   Come in italiano [f]. Un'eccezione è la preposizione of [ɒv] .
G )   Può essere g dura: gate [ɡeɪ̯t], gallant, gas, gear, gift, bag, forgive; oppure g dolce: gem [ʤɛm], gentleman, general, marriage.
- Nel gruppo ing a fine parola è muta: es. running [ɹʌnɪŋ], ceiling [ˈsiːlɪŋ], morning [ˈmɔːnɪŋ].

Nota: in questo caso la n ha il suono velarizzato /ŋ/ , simile alla n dell'italiano angolo.
- Il gruppo gh in fine parola può essere muto, es. though [ðəʊ̯], through [θɹuː], sigh [saɪ̯],

oppure si pronuncia /f/: es. tough [tʰʌf], cough [kʰɒf], rough [ɹʌf], laugh [lɑːf].
Una rara eccezione è hiccough [ˈhɪkʌp] (che significa singhiozzo), che però è spesso scritta, specialmente nell'Inglese Americano, nella forma più regolare hiccup.
- Il gruppo gn si pronuncia con la g ed n separati: magnet [ˈmæɡnət], ignore, magnificent.
- Nel gruppo gn a inizio parola la g è muta: es. gnat [næt], gnaw [nɔː].

H )   È aspirata, cioè è presente e non muta, come in hit [hɪt], con alcune eccezioni: honest [ˈɒnɪst], honour [ˈɒnə*], hour [aʊ̯ə*], heir [ɛə̯*] e parole derivate.
I )   Può avere le seguenti pronunce:
1. / aɪ /  es. light [laɪ̯t], might, dialogue, item, wind (quando è un verbo).
2. / ɪ /  es. bill, fit, inch, quit, insurance, mint, wind (quando è un sostantivo).
Nel secondo caso però la i non è pronunciata come in italiano, ma con un suono breve tendente ad / ə /.
3. / iː /  es. machine
La lettera i rappresenta solo raramente il fonema /iː/. Questo fonema è normalmente reso con le grafie <ee> ed <ea>.
4. Seguita dalla r si pronuncia / ɜː /: es. sir [sɜ*], flirt [flɜːt], girl, shirt.

J )   G dolce [ʤ] come nell'italiano giorno, gemma, geranio.
K )   Come nell'italiano corda [k]. È muta nel gruppo iniziale kn: es. knee [niː], knot [nɒt], knight [nait], know [nəʊ̯].
- Il fonema /k/ all'inizio di una sillaba si pronuncia con aspirazione [kʰ]: king [kʰɪŋ].

L )   Come la l italiana [l], ma spesso con un suono più pieno.
- È muta nei gruppi lf, lm e in alcuni casi nel gruppo lk: es. half [hɑːf], calf [kʰɑːf], salmon [ˈsæmən], calm [kʰɑːm], walk [wɔːk], talk [tʰɔːk].
- È velarizzata in fine di parola [ɫ] (es. fill [fɪɫ], call, compel, still) e nel gruppo lk (es. milk, silk).

M )   Come la m italiana [m]. È muta nel gruppo mn iniziale: es. mnemonic [nəˈmɒnɪk].
N )   Come la n italiana [n], ma nei gruppi ng e nk è velarizzata, con una pronuncia simile alla n dell'italiano angolo:
     es. running [ɹʌnɪŋ], song [sɒŋ], link [lɪŋk], monk [mʌŋk], singing [ˈsɪŋɪŋ].
- Nel gruppo mn in posizione finale la n è muta: damn [dæm], hymn'[hɪm].

O )   Può avere diverse pronunce:
1. / ɒ /    es. hot [hɒt], copper [ˈkʰɒpə*]
2. / əʊ̯ /  es. over [ˈəʊ̯və*], motion [məʊ̯ʃən], rope [ɹəʊ̯p]
3. / ʌ /    es. done [dʌn], become, love, country
4. / uː /  nel gruppo ove in fine di parola: es. move [muːv], improve [ɪmˈpʰɹuːv]

- Il gruppo or in parole monosillabiche o in sillabe accentate, specialmente se seguito da consonante, può avere due pronunce:
  - / ɔː /  es. sort [sɔːt], torn [tʰɔːn].
  -  / ɜː /  es. work [wɜːk], word [wɜːd], generalmente se la O è preceduta da W.
- Il gruppo ow può avere due pronunce:
  - / aʊ / es. shower [ˈʃaʊ̯ə*], coward [ˈkʰaʊ̯əd]; oppure
  - / əʊ̯ /: es. rainbow [ˈɹeɪ̯nbəʊ̯], bowl [bəʊ̯l], crow [kʰɹəʊ̯].
  - Nota: la /aʊ/ inglese non è uguale alla /au/ italiana. La [ʊ] di questo dittongo indica una vocale più rilassata della [u] che si realizza come l'arrotondamento delle labbra dopo la pronuncia della [a]. Analogamente dicasi per il dittongo / əʊ̯ / il cui punto di partenza è uno scevà (suono usato in alcuni dialetti italiani come ad esempio la lingua napoletana e il punto di arrivo è la [ʊ]).
- La doppia o può avere diverse pronunce:

1. / uː /  es. food [fuːd], cool [kʰuːl], balloon [bəˈluːn], stool [ˈstuːl].
 Nota: la u corta (non seguita dai due punti) non è pronunciata come in italiano, ma tende al suono / ə /.
2. / ʊ /  es. good [ɡʊd], foot [fʊt]
3. / ʌ /  es. blood [blʌd], flood [flʌd].
4. / ɔː /  es. door [dɔː*], floor [flɔː*].

P )   Come la p [p] italiana, tenendo conto che:
- A inizio parola o inizio sillaba accentata è spesso "aspirata" [pʰ], con un suono più accentuato che in italiano.
- Il gruppo ph si pronuncia f: telephone [ˈtelɪfəʊn], sphere, photograph.

Vi sono alcune eccezioni, es. shepherd [ˈʃɛpə*d], Stephen [ˈstiːvən].
- È muta nel gruppo ps a inizio parola: es. psychology [saɪ̯ˈkʰɒləʤi].
- È muta in alcuni casi nel gruppo pt: es. Ptolemy [ˈtʰɒləmi], receipt [ɹɪˈsiːt]. Si pronuncia invece per es. in optic [ˈɒptɪk], script [skrɪpt], option [ˈɒpʃən], optimist [ˈɒptɪmɪst].

Q )   Come la q italiana, cioè [k]. Come in italiano, è sempre seguita dalla lettera 'u'. Spesso il suono [k] è aspirato [kʰ] (vedi sotto k).
R )   È sempre diversa dalla r italiana: [ɹ]. 
- Nell'accento Received Pronunciation, come molti altri accenti definiti non rotici, il suono [ɹ] è presente se e solo se seguito da un suono vocalico. Ad esempio:
  - la frase There's a glass of water. si pronuncerà [ðɛəz ə ɡlɑːs əv ˈwɔːtə] senza alcuna [ɹ].
  - la frase There's a glass of water on the table si pronuncerà invece [ðɛəz ə ɡlɑːs əv ˈwɔːtə ɹɒn ðə tʰeɪbɫ]. La [ɹ] comparsa tra le parole water e on si chiama r di collegamento, ovvero linking r.
  - Una caratteristica tipica degli accenti non rotici è quella di inserire una r intrusa (ovvero intrusive r) successivamente ai suoni /ə/, /ɪə/, /ɑː/, e /ɔː/ quando questi sono seguiti da vocale. Ad esempio nella canzone "A day in the life" dei Beatles la frase I saw a film today, oh boy è stata pronunciata [aɪ sɔː ɹə fɪlm təˈdeɪ əʊ̯ bɔɪ].
- In alcune varietà di inglese, come nel General American, in Scozia e Irlanda (pronunce rotiche), la r viene pronunciata in tutte le posizioni.

S )   Può avere il suono / s / (come nell'italiano sole) oppure / z / (come nell'italiano smania).
- Nota: a inizio di parola la s è sempre aspra come nell'italiano sole: es. sleep [sliːp], slow [sləʊ̯], sweet [swiːt]. Un tipico errore è di pronunciarla come la s dolce dell'italiano smeraldo.
- In posizione intermedia può essere sonora: es. rose [ɹəʊ̯z], result [ɹɪˈzʌlt]; oppure sorda: misfit [mɪsˈfɪt], respect [ɹɪsˈpɛkt], misgive [mɪsˈɡɪv].
- Nel gruppo sur può avere due pronunce: /ʒ/, es. measure [ˈmɛʒə*], treasure, pleasure; oppure /ʃ/: es. sure [ʃɔː*], insurance.
- Il gruppo sh si pronuncia come nell'italiano sciare: es. fish [ˈfɪʃ], shave [ʃeɪ̯v].

T )   La t inglese è alveolare [t], mentre in italiano è dentale.
- A inizio parola è spesso "aspirata". Per esempio la t di tell [tʰɛɫ] non si pronuncia come la t di still [stɪɫ] ma in modo più accentuato.
- Il gruppo ti seguito da vocale si pronuncia /ʃ/: es. portion [ˈpʰɔːʃn̩], nation [ˈneɪ̯ʃn̩].
- Il gruppo tu in sillaba finale si pronuncia /ʧ/: es. fortune [ˈfɔːʧən], century, texture.
- Nel gruppo st intermedio la t è spesso muta: es. castle [ˈkʰɑːsɫ̩], fasten [ˈfɑːsn̩], Christmas [ˈkʰɹɪsməs], listen.
- Il gruppo th può avere due pronunce, entrambe non esistenti in italiano:

1. / θ   es. thick [θɪk], thin, width, think, theatre, thought, through, myth.
2. / ð /  es. this [ðɪs], that, there, breathe, though, their, them, soothe.

Vi sono alcune rare eccezioni, come nei nomi propri Thames [tʰeɪ̯mz] e Thomas [ˈtʰɒməs].
U )   Può avere diverse pronunce:
1. / ju /  es. cube [kʰjuːb], utility [juːˈtɪləti], use [juːz], value [ˈvæljuː].
2. / ʊ /  es. put [pʰʊt], full [fʊl], bullet [ˈbʊlɪt]. Nota: la u corta non è uguale alla u italiana, ma si avvicina al suono /ə/.
3. / ʌ /  es. cut, but, under, bus, rudder, butter.
4. È muta nei gruppi ua, uo, ui: es. guard [ɡɑːd], buoyancy [ˈbɔɪ̯ənsi], biscuit [ˈbɪskɪt].

- Il gruppo ure può avere più pronunce:
  - /jʊə/ come in cure [kʰjʊə*],
  - /ʊə/ oppure /ɔː/ come in sure che può essere pronunciata sia [ʃʊə*] sia [ʃɔː], essendo la seconda pronuncia molto più comune nei parlanti più giovani.

V )   Come la v italiana [v].
W )   U semiconsonantica, cioè [w], come nell'italiano buono.
- È muta nelle parole who [huː], whose [huːz], whom [huːm], whole [həul] e nel gruppo iniziale wr: es. write [ɹaɪ̯t], wrong [ɹɒŋ], wrap [ɹæp], wrist [ɹɪst].

X )   Può avere tre pronunce:
1. / ks /  es. mixer [ˈmɪksə*], external, exercise, fixture, exile.
2. / ɡz /  es. exam [ɪɡˈzæm], exhaust [ɪɡˈzɔːst], exist [ɪɡˈzɪst], executive [ɪɡˈzɛkjutɪv].
3. A inizio parola si pronuncia s dolce come nell'italiano rosa: es. xenon [ˈziːnən], xylophone [ˈzaɪ̯ləfəʊ̯n].

Y )   Può avere due pronunce:
- / ɪ /   es. olympiad [əˈlɪmpiæd], sycamore [ˈsɪkəmɔː*], analyst.
- / aɪ /  es. qualify [ˈkʰwɒlɪfaɪ̯], analyse [ˈænəlaɪ̯z], try, why, sky.

Z )   Come la s nell'italiano smeraldo [z]: es. zone [zəʊ̯n], zebra [ˈzɛbɹə], hazel [ˈheɪ̯zəl].